# Функция следования
Функция следования в математике — унарная функция (обычно обозначаемая {\displaystyle S(n)}), которая каждому натуральному числу ставит в соответствие следующее за ним число. Является основной функцией в аксиоматике Пеано, в которой определяет, каким образом можно переходить от одного натурального числа к другому.

## Аксиомы Пеано
Функция следования является частью формальной системы аксиоматики Пеано, с её помощью рекурсивно определяются операции сложения и умножения.
Для определения сложения используются следующие аксиомы:
1. {\displaystyle x+0=x};
2. {\displaystyle x_{1}+S(x_{2})=S(x_{1}+x_{2})}.

Таким образом можно формализировать сложение двух любых натуральных чисел. К примеру, {\displaystyle 5+2=5+S(1)=S(5+1)=S(5+S(0))=S(S(5+0))=S(S(5))=S(6)=7}
Для умножения используются следующие аксиомы:
1. {\displaystyle x\cdot 0=0};
2. {\displaystyle x_{1}\cdot S(x_{2})=x_{1}\cdot x_{2}+x_{1}}.

Например, {\displaystyle 5\cdot 2=5\cdot S(1)=5\cdot 1+5=5+5=10}

## Другие свойства
Существует несколько способов определения натуральных чисел через теорию множеств. К примеру, в конструкции фон Неймана числом 0 является пустое множество {}, а за числом {\displaystyle n} следует множество {\displaystyle S(n)=n\cup \{n\}}
{\displaystyle 1=0\cup \{0\}=\{\}\cup \{0\}=\{0\}=\{\{\}\}};
{\displaystyle 2=1\cup \{1\}=\{0\}\cup \{1\}=\{0,1\}=\{\{\},\{\{\}\}\};}
В свою очередь, аксиома бесконечности гарантирует существование бесконечного множества, содержащего пустое множество (число 0), замкнутого относительно операции {\displaystyle n\cup \{n\}} (функции следования), что формирует множество натуральных чисел {\displaystyle \mathbb {N} }.
Функция следования также является базовой примитивно рекурсивной функцией и используется в определении вычислимости рекурсивных функций.
Функция содержится во множестве функций нулевого уровня {\displaystyle {\mathcal {E}}^{0}} в бесконечной иерархии Гжегорчика, оценивающей скорости роста рекурсивных функций.
Также является гипероператором нулевого порядка {\displaystyle A(0,m)=m+1}.